# Vifhusen (westfälisches Adelsgeschlecht)

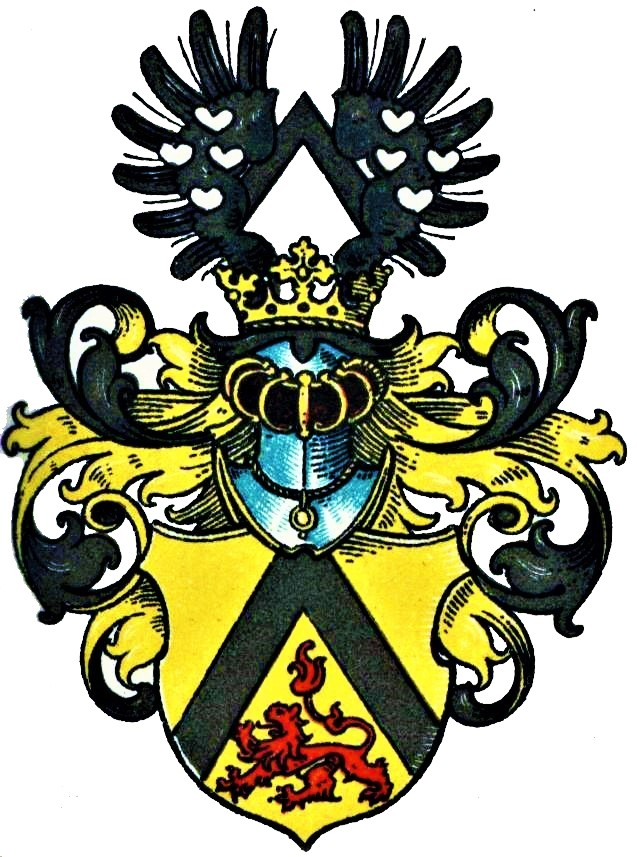
Wappen derer von Vifhusen im Wappenbuch des Westfälischen Adels

Vifhusen (auch: Viefhusen, Viffhusen, Vyffhausen o. ä.; teilweise mit einem von drei Genanntnamen: Hüllen (Hulne), Suverlich/Suverke/Suverlike (säuberlich?) o. ä., Denne) ist der Name eines westfälischen Adelsgeschlechts. Häufig treten Mitglieder der Familie auch nur mit einem der Genanntnamen auf.
Die hier behandelte westfälische Familie ist von dem gleichnamigen, aber wappenverschiedenen und nichtverwandten Lübecker Adelsgeschlecht Vifhusen, das auch im Baltikum ansässig war, zu unterscheiden.

## Geschichte
Das hier behandelte Geschlecht hatte seinen gleichnamigen Stammsitz, genauer eine Höfegruppe, die dem Namen nach ursprünglich aus fünf Häusern bestand, in Essen-Stoppenberg. Im benachbarten Schonnebeck wurde nach dieser Höfegruppe eine Straße Viefhaushof benannt.
Neben ihrem Stammsitz in Stoppenberg besaß die Familie Denne (urkundl. 1426) Haus Dringenburg (1547–1570) in Kirchhellen-Hardinghausen und Haus Keyenhorst in Henrichenburg, Haus Heven im Bochumer Stadtteil Querenburg, Haus Oberfelde (1490) in Niederaden, Süverke (heute Recklinghausen-Suderwich) (1385) und Haus Vettenbocholt (1499–1689) in der Bauerschaft Feldhausen, früher Kirchhellen, heute Dorsten.
Ein Hermann von Vifhusen, Ministeriale des Stifts Essen erscheint urkundlich bereits 1154. Ein weiteres Mal erscheint derselbe zusammen mit seinem Bruder Heinrich in einer um 1170 ausgestellten Urkunde des Stifts Essen. 1197 wird ein Winemar von Vinfhusen genannt. Albert und Wissel von Vijfhusen gehörten 1272 zu zwölf Hofgeschworenen des Essener Oberhofs in Huckarde (Dortmund). 1278 werden die beiden als Essener Urkundenzeugen erwähnt. Dass das Verhältnis zwischen der Familie und dem Stift Essen nicht immer konfliktfrei war, zeigt eine Urkunde aus dem Jahr 1280. Ritter Dietrich genannt von Vifhusen wurde auf Betreiben des Konvents des Stifts vom Offizial der Kölner Kurie wegen Kontumaz exkommuniziert. Die Plebane in Hattingen und Blankenstein wurden angewiesen, den Ritter, seine Frau und die Familie aus der Kirche fernzuhalten und Kontakte mit dem Ritter zu meiden. Die Auseinandersetzung muss später beigelegt worden sein, denn 1286 erscheint Ritter Dietrich als Zeuge in einer Essener Urkunde. Zur nächsten Generation gehörte Hugo von Vifhusen, der 1298, 1309, 1332 und zweimal 1333 auftritt. Zunächst als Urkundenzeuge, 1333 dann als Hugo von Vifhusen genannt von Hüllen (Hulne), der seine Essener Dienstmanngüter toen Grunlo / to me Grullo verkauft. Ferner war Hugonis de Vyfhusen 1326 oder später Mitglied der Kalandbruderschaft in Essen/Wattenscheid. 1336 und zweimal 1342 wird Knappe Dietrich von Viffhusen als Urkundenzeuge genannt. Dessen Tochter Alveradis war Nonne im Kloster Sterkrade und verzichtete 1327 in Anwesenheit Dietrichs (Theoderich von Wifhusen) auf ihr väterliches Erbe.
Ob folgende Personen zur hier behandelten Familie oder zur Lübecker Familie Vifhusen gehören, ist nicht feststellbar: Henricus de Vifhusen war 1318 Prokurator der Johanniterkommende Steinfurt. Möglicherweise derselbe tritt 1356 als Heinrich von Viffhusen in einer Urkunde des Abts Johann des Klosters Werden auf. Gerhard von Duisburg genannt Vifhusen (urkundl. 1330–1343) war Kleriker der Kölner Diözese, Pfarrer in Duisburg-Meiderich und kaiserlicher Notar. In Duisburg treten ferner der Fernhandelskaufmann Johann von Vifhusen (urkundl. 1400–1434) und sein Bruder Alexander (Sander) von Vifhusen (urkundl. 1412–1438), Gläubiger der Stadt Duisburg und Pächter städtischen Geländes, auf.
Ab Mitte des 14. Jahrhunderts erscheinen Mitglieder der westfälischen Vifhusen mit den oben erwähnten Genanntnamen Suverlich/Suverke/Suverlike und Denne: Herman v. Vyffhusen geheiten dey Syverlike (dey olde) (1356–1387), Freischöffe, Gerichtsmann und Richter zu Recklinghausen, Herman (van Vyfhusen, anders gheheyten) de Zuverlike, den jungen (1386), Huge van Vifhusen gt. de Suverlike (1392–1411), Mitglied der Kalandbruderschaft zu Essen/Wattenscheid, seine Ehefrau Bele und ihre Kinder Hermann und Figge (1411), Johann van Vyffhusen gen. de Denne (1426), der den Verbund zwischen Ritterschaft und Städten der Grafschaft Mark besiegelt, Diederich Viffhusen geheiten dey Denne (1450), Johan van Viffhusen genannt die Suverke, seine Frau Jutta und ihr Sohn Hermen (1484), sowie Hermann von Vifhusen gt. Suiverlich zu Vettenbocholt (1499).
Die Vifhusen genannt Suverlich/Suverke/Suverlike o. ä. saßen auf den Häusern Vettenbocholt, Keyenhorst (auch Kayenhorst, Keienhorst o. ä.) und Dringenburg. Vettenbocholt fiel Anfang des 17. Jahrhunderts über die Erbtochter Margret, Tochter von Wilhelm von Vifhusen genannt Suverlich und Bernhardine Ovelacker, an die Familie von Margrets Ehemann, Adolf von Linzenich. Haus Kreyenhorst war Gegenstand langjähriger Erbstreitigkeiten. Schließlich kaufte es 1611 Johann von Gysenberg zu Henrichenburg. Dringenburg fiel 1562 durch Heirat von Elisabeth von Vifhusen mit Reinhard Schall von Bell an dessen Familie.
Die Familie Vifhusen erscheint noch 1699.

## Persönlichkeiten
- Anna von Vifhusen genannt Suverich, 1590–1624 Äbtissin des Klosters Sünte Marienrode
- Margaretha von Vifhusen genannt Suverich († 1616), 1598–1616 Äbtissin des Klosters Duissern,[33] 1603–1616 Äbtissin des Klosters Vinnenberg

## Wappen
Blasonierung: In Gold ein schwarzer Sparren, darunter ein rechtsschreitender roter Löwe (oder Leopard). Auf dem gekrönten Helm ein offener schwarzer Flug, jeder Flügel mit vier (1:2:1) silbernen Seeblättern beladen, dazwischen der Sparren. Die Helmdecken sind schwarz-golden.
Das Ursprungswappen der Familie war offenbar eine aufwärtsgerichtete Spitze. Hugo von Vifhusen gen. von Hüllen (Hulne) bestätigte 1333 eine Verkaufsurkunde mit seinem Siegel, das eine ebensolche aufsteigende Spitze zeigt. Steinen bringt ein Siegel (siehe unten), das eine Spitze mit Stern im linken Obereck darstellt. Steinen hatte aber auch einen Brief von 1426 mit einem Siegel ohne den Stern gefunden. Später mutierte die Spitze zu einem Sparren. Engelbertt von Funffhaus gnt. Suverich bestätigte 1571 eine Verkaufsurkunde mit seinem Siegel, das einen Sparren, hier noch ohne Löwen/Leoparden, zeigt. Den roten Löwen/Leoparden scheint die Familienlinie zu Vettenbocholt als Referenz auf die Vorbesitzer Vettenbocholts, die Bocholtz zu Schwarzwater, in ihre Wappen aufgenommen zu haben. Jene waren nach Fahne möglicherweise eine Seitenlinie der Herren von Varendorff, denn sie führten dasselbe Wappen (Von Gold und Rot (bzw. Silber) geteilt. Oben ein roter schreitender Löwe/Leopard, unten ohne Bild.) und erscheinen an einer Stelle als Bocholtz zu Fettenbocholt.

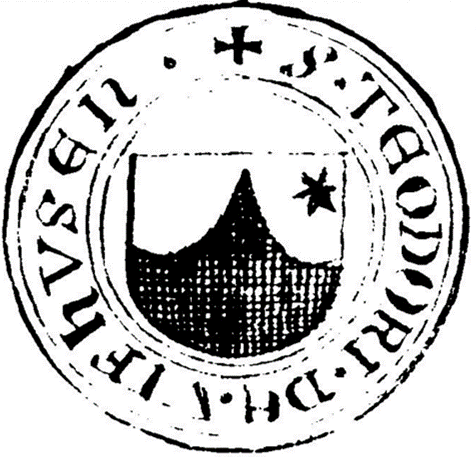
Siegel des Theoderich (Dietrich) von Vifhusen (1335) bei Johann Dietrich von Steinen
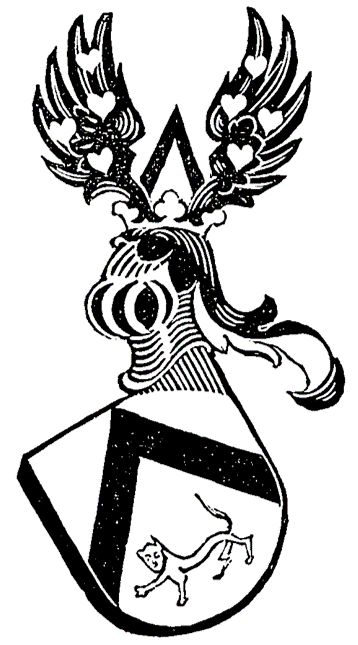
Wappen derer von Vifhusen (Vünfhuisen) bei Anton Fahne
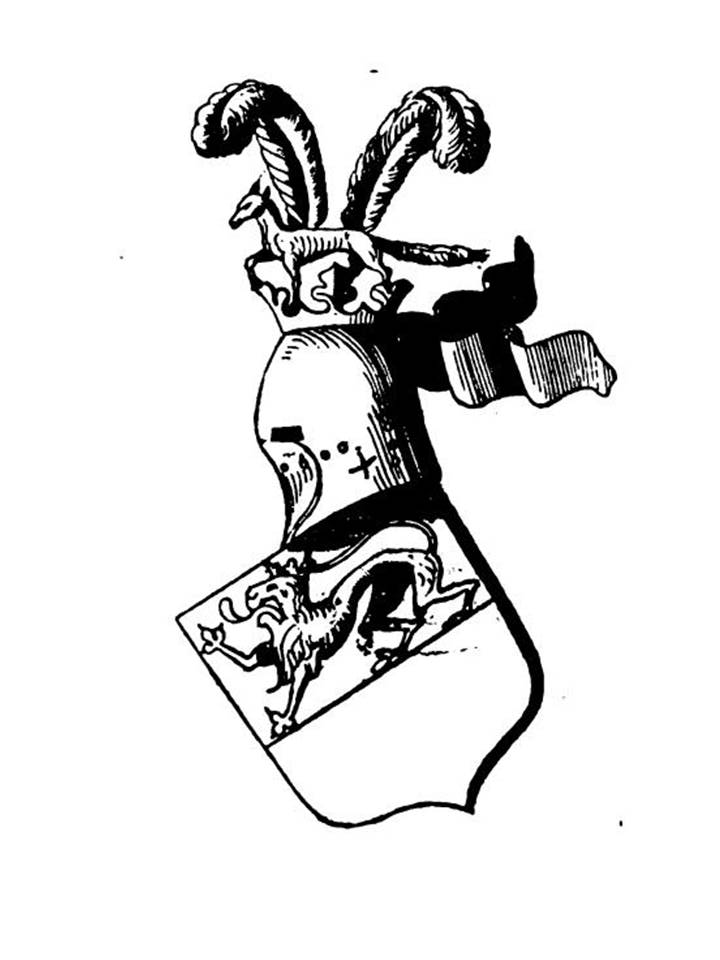
Zum Vergleich: Wappen der Herren von Varendorff nach Anton Fahne
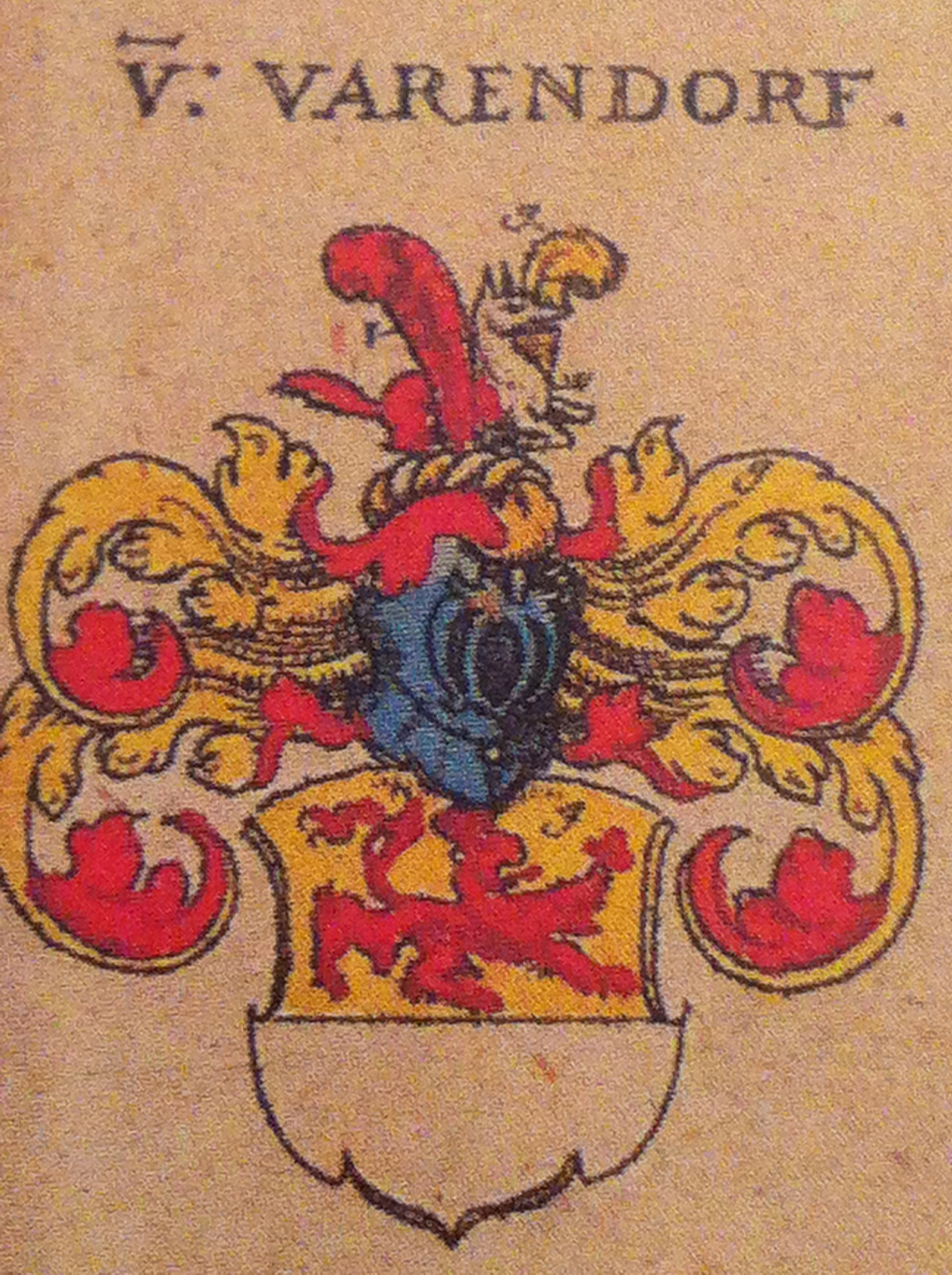
Zum Vergleich: Wappen der Herren von Varendorff in Siebmachers Wappenbuch